# Baronheid
Baronheid est un hameau des Ardennes belges du plateau des Hautes Fagnes faisant partie de la commune et ville de Stavelot, dans la province de Liège en Région wallonne.
Avant la fusion des communes de 1977, Baronheid (Baronhayd, Baronhé, Baronheyd) faisait partie de la commune de Francorchamps. 
Sous l'ancien régime, Baronheid se situait dans la Principauté abbatiale de Stavelot - Malmedy.

## Situation et description
Ce hameau d'altitude (altitude 550 m) se situe sur le haut plateau ardennais dans un environnement de prairies et 
de forêts d'épicéa. On y trouve le long des chemins quelques hêtres ou des chênes souvent centenaires dont celui dit de "Charlemagne" que mentionnait encore le cartographe, le comte de Ferraris, Joseph de Ferraris dans les années 1770.
Il se trouve à proximité immédiate de la sortie 10 de l'autoroute E42, à 3,5 km au nord du village de Francorchamps et à une dizaine de km de la ville de Spa. Il avoisine le village de Hockai situé plus au nord-est. Le joli ruisseau " Le Hockai" sépare Baronheid de Hockai avant de se jeter dans l'Eau Rouge à Francorchamps en passant par le village de Ster (Francorchamps). On y pêche la truite. Baronheid fait partie de la paroisse de Hockai et de son église dédiée à St Donat.
Baronheid compte plusieurs fermettes construites en moellons de grès parfois peintes en blanc ainsi que des constructions plus récentes. Ces fermes appartenaient ou sont exploitées depuis fort longtemps par les familles Brixhe, Maron, Siva, Gaspar.
À partir des années 1950 et déjà avant la guerre 40, y venaient également passer les vacances d'été et d'hiver quelques personnes qui appréciaient particulièrement les Hautes Fagnes. La famille De Hareng en faisait partie et nombreux sont ceux qui sont venus dans sa villa "L'Aurore". La plus jeune des filles y verra le jour en août 1954.
L'eau courante fut installée vers 1960. Par le passé, deux fontaines, avec de grands bacs en pierre, alimentaient le village en eau potable venant du "Morfaz". Une de ces deux fontaines est toujours en fonction.
Il y avait une ligne de chemin de fer qui reliait Spa à Stavelot avec la gare de Hockai et la maison d'un garde barrière à hauteur de Baronheid.
Cette ligne fut supprimée près d'un siècle plus tard, la dernière locomotive à vapeur passa en août 1959 en début de soirée et la voie de chemin de fer est devenue par la suite le chemin de randonnée Ravel.
Sur les hauteurs de Baronheid passe l'ancienne voie gallo romaine appelée la "Vecquée" elle se prolonge dans les Hautes Fagnes vers la Baraque Michel pour rejoindre la Via Mansuerisca. C'est ce chemin que prenait le "Négus" Léon Rinquet (la cabane du Négus) lorsqu'il venait au village. La frontière avec la Prusse était très proche jusqu'à la fin de la première guerre mondiale. De même pendant la guerre 40-45 avec l'Allemagne cette fois ci.
À voir à l'entrée du village sur la gauche, proche du Crucifix : l'arbre du '"Centenaire" que l'on planta pour commémorer l'indépendance de la Belgique.